# Otočić Stipanska
Otočić Stipanska är en ö i Kroatien.   Den ligger i länet Dalmatien, i den södra delen av landet, 270 km söder om huvudstaden Zagreb.